# Pigalle, París

Pigalle París, és una pintura a l’oli de l’artista català Joan Abelló i Prat de l’any 1983, on representa el famós barri de Pigalle a París, amb alguns dels monuments més emblemàtics de la ciutat. Aquesta pintura forma part de l'estança a París del pintor i forma part de la col·lecció del Museu Abelló.

## Descripció de l'obra
Es tracta d’una vista frontal del barri de Pigalle de París, un famós barri de la capital francesa que destaca per presentar un elevat nombre d’edificis neoclàssics, però sobretot pels seus eclèctics locals de vida nocturna i oci fortament il·luminats a la nit, d’entre els quals destaca el famós Moulin Rouge, un cavaré del segle xix.
Si dividim la composició en tres registres horitzontals, en l’inferior Abelló situa un carrer horitzontal en el qual representa una gran quantitat de figures humanes que, molt esquemàtiques i realitzades mitjançant unes pinzellades molt denses, donen un important grau de dinamisme a l'escena. Al centre, Abelló representa un complex conjunt d’edificis, al centre dels quals sembla perdre’s un altre carrer. D’entre aquestes edificacions, destaquen, en primer terme, un edifici de color vermell a l'esquerra i un altre de verd a la dreta, tots dos amb molts detalls fets amb altres colors molt vius i saturats. Aquests dos edificis són els més baixos de la composició, ja que darrere d’aquests, Abelló situa un nombrós conjunt d'altres edificis més alts, que donen perspectiva i profunditat a l'escena.
Coronant el conjunt, en el registre horitzontal superior un cel fet a partir de denses pinzellades de diferents tons de blau i blanc es deixa veure entre els espais que deixen les edificacions més altes. Es tracta d’una peça amb un gran cromatisme configurat per colors summament vius d’entre els quals destaquen els tons vermellosos, grisos i verds, que el pintor utilitza per a la realització de detalls a les façanes dels edificis, tals com finestres o tendals, i que aporten una pala cromàtica molt variada, malgrat el domini de tons freds en conjunt.
L’obra està signada a l’angle inferior esquerra com ‘’Abelló’’ i darrere hi ha una altra inscripció que diu: ‘’Abelló, Pigalle, París, 1983’’.

## Estança a París
Realitzada l’any 1983, ens situem en una dècada en la qual el pintor Abelló es va establir a la ciutat de París i va realitzar un nombrós conjunt d’obres de colors vius i lluminosos amb la seva habitual tècnica àgil que la rapidesa i senzillesa del maneig del pastel li proporcionava i que després en el seu estudi transformarà en olis similars sobre els carrers i els monuments més emblemàtics de la ciutat. Abelló, va estar a París una llarga estança (1979-1886), i aquest viatge va suposar el final d’un conjunt d’anys molt abundants quant a triomfs artístics en la carrera de Joan Abelló, que van culminar l’any 1981 amb la gran exposició del pintor al Grand Palais de París, que entre altres coses li va permetre formar part de la Société National des Beaux-Arts i li va servir com a porta d’accés a la vida artística parisenca.